# 中冨一郎
中冨 一郎（なかとみ いちろう、男性、1950年12月2日 - ） は、日本人の実業家。佐賀県出身。ナノキャリア代表取締役社長。東京理科大学薬学部卒業。久光製薬の創業家出身。

## 来歴
- 昭和49年東京理科大学薬学部卒業
- 昭和53年ノースイースタン大学大学院修士取得
- 昭和53年4月久光製薬㈱入社
- 昭和63年岐阜薬科大学薬学博士取得
- 平成3年1月米国セラテック入社ビジネス開発担当副社長
- 平成4年5月米国セラテック ナスダックに株式を上場
- 平成5年10月日本セラテック㈱代表取締役社長兼任
- 平成8年6月ナノテクノロジーを利用した医薬品を実用化することを目的として、ナノキャリア㈱を設立
- 平成8年6月ナノキャリア㈱代表取締役社長ＣＥＯ
- 平成14年「アントレプレナー・オブ・ザ・イヤー」アカデミア部門優秀賞受賞
- 平成20年3月ナノキャリア㈱ 東京証券取引所マザーズに株式を上場
- 平成20年8月iPSアカデミアジャパン㈱取締役
- 平成20年10月大学発ベンチャー協会副会長
- 平成21年2月日本ライセンス協会副会長
- 平成26年2月日本ライセンス協会会長
- 平成26年7月㈱iPSポータル取締役
- 令和2年5月より王子ホールディングス株式会社・王子ファーマ株式会社顧問、東京理科大学アドバイザー、メスキュージェナシス株式会社経営顧問、OP Nanopharma（台湾）取締役など
- 令和4年-令和5年国際ライセンス協会（LESI)会長